# Suddivisioni dell'Azerbaigian
L'Azerbaigian è suddiviso in dieci regioni economiche, entità senza poteri amministrativi ma solo statistici a loro volta divise in 66 distretti (in azero rayonlar, singolare rayon) e 12 città (in azero saharlar, singolare sahar). Il terzo livello è infine costituito dai comuni (solo per i distretti, le città non hanno ulteriori suddivisioni).

## Regioni economiche dell'Azerbaigian
| 1. Absheron 2. Ganja-Qazakh 3. Shaki-Zaqatala 4. Lankaran 5. Quba-Khachmaz | 6. Aran 7. Karabakh 8. Kalbajar-Lachin 9. Daglig-Shirvan 10. Nakhchivan |

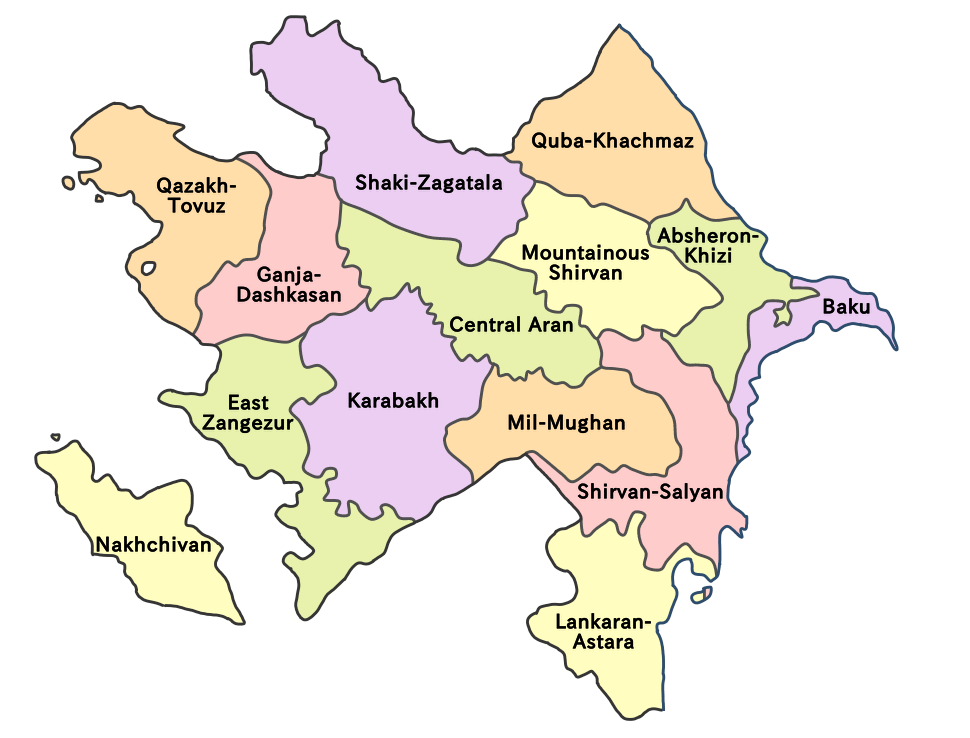
Le dieci regioni dell'Azerbaigian.

Le dieci regioni economiche (non aventi effettivi poteri amministrativi) sono:
- Regione economica di Abşeron
- Regione economica di Aran
- Regione economica di Dağlıq Şirvan
- Regione economica di Gəncə-Qazax
- Regione economica di Kəlbəcər-Laçın (quasi completamente sotto il controllo del Nagorno Karabakh)
- Regione economica di Lənkəran
- Repubblica Autonoma di Naxçıvan
- Regione economica di Quba-Xaçmaz
- Regione economica di Şəki-Zaqatala
- Regione economica di Yuxarı Qarabağ (in gran parte sotto il controllo del Nagorno Karabakh)

## Distretti e città dell'Azerbaigian
Di seguito sono elencati i distretti e le città dell'Azerbaigian. Il numero corrisponde alla rappresentazione nella mappa.
È indicato in verde il territorio che apparteneva all'Oblast' autonoma del Nagorno Karabakh (il cui territorio però non coincide con quello dell'odierna repubblica de facto del Nagorno Karabakh).
1. Distretto di Abşeron
2. Distretto di Ağcabədi

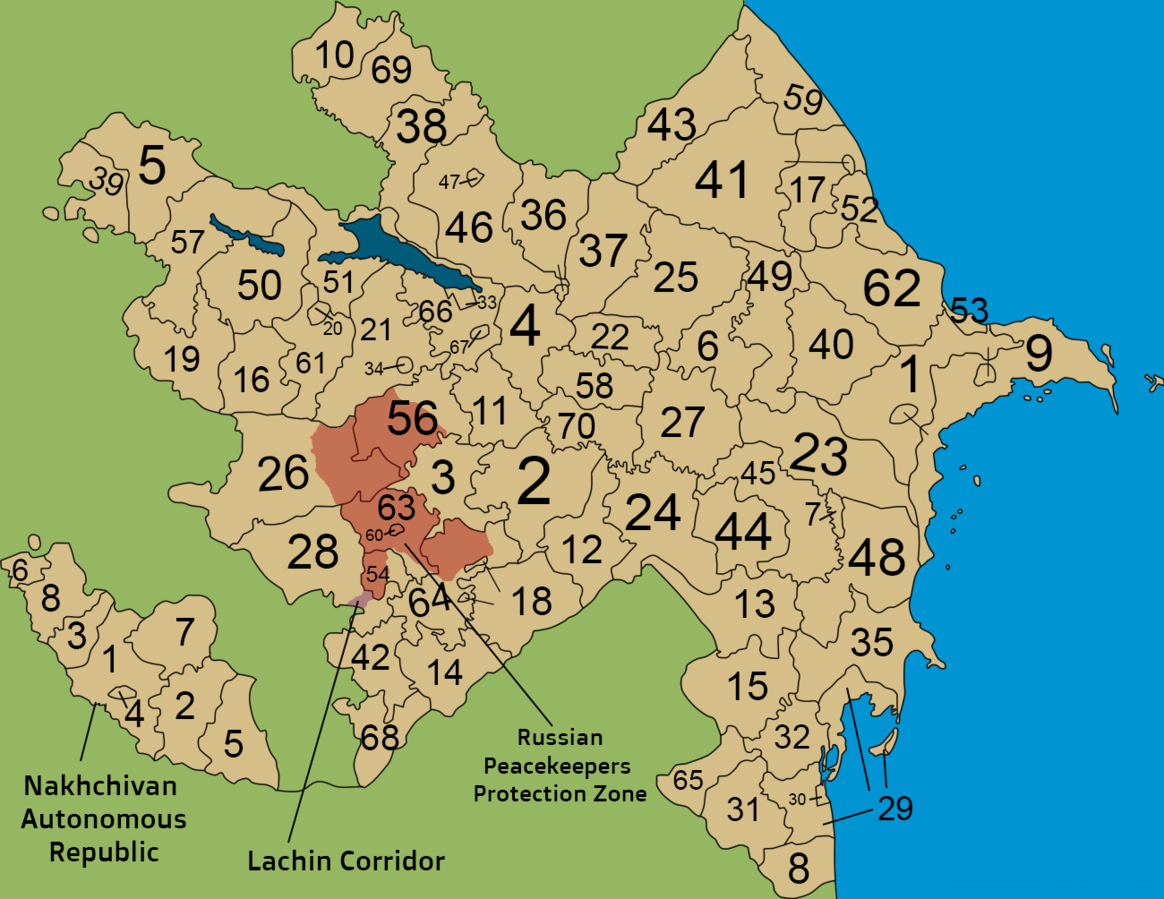
Divisione amministrativa dell'Azerbaigian.

3. Distretto di Ağdam (in parte in Nagorno Karabakh)
4. Distretto di Ağdaş
5. Distretto di Ağstafa
6. Distretto di Ağsu
7. Şirvan (città, fino al 2008 chiamata Əli Bayramlı)
8. Distretto di Astara
9. Baku (città)
10. Distretto di Balakən
11. Distretto di Bərdə
12. Distretto di Beyləqan
13. Distretto di Biləsuvar
14. Distretto di Cəbrayıl (in Nagorno Karabakh)
15. Distretto di Cəlilabad
16. Distretto di Daşkəsən
17. Distretto di Şabran (fino al 2010 chiamato Distretto di Dəvəçi)
18. Distretto di Füzuli (in Nagorno Karabakh)
19. Distretto di Gədəbəy
20. Gəncə (città)
21. Distretto di Goranboy
22. Distretto di Göyçay
23. Distretto di Hacıqabul
24. Distretto di İmişli
25. Distretto di İsmayıllı
26. Distretto di Kəlbəcər (quasi completamente in Nagorno Karabakh)
27. Distretto di Kürdəmir
28. Distretto di Laçın (in Nagorno Karabakh)
29. Distretto di Lənkəran
30. Lənkəran (città)
31. Distretto di Lerik
32. Distretto di Masallı
33. Mingəçevir (città)
34. Naftalan (città)
35. Distretto di Neftçala
36. Distretto di Oğuz
37. Distretto di Qəbələ
38. Distretto di Qax
39. Distretto di Qazax
40. Distretto di Qobustan
41. Distretto di Quba
42. Distretto di Qubadlı (in Nagorno Karabakh)
43. Distretto di Qusar
44. Distretto di Saatlı
45. Distretto di Sabirabad
46. Distretto di Şəki
47. Şəki (città)
48. Distretto di Salyan
49. Distretto di Şamaxı
50. Distretto di Şəmkir
51. Distretto di Samux
52. Distretto di Siyəzən
53. Sumqayıt (città)
54. Distretto di Şuşa (in Nagorno Karabakh)
55. Şuşa (città, in Nagorno Karabakh)
56. Distretto di Tərtər (in parte in Nagorno-Karabakh)
57. Distretto di Tovuz
58. Distretto di Ucar
59. Distretto di Xaçmaz
60. Xankəndi (città, in Nagorno Karabakh)
61. Distretto di Göygöl (fino al 2008 chiamato Distretto di Xanlar)
62. Distretto di Xızı
63. Distretto di Xocalı (in Nagorno Karabakh)
64. Distretto di Xocavənd (in parte in Nagorno Karabakh)
65. Distretto di Yardımlı
66. Distretto di Yevlax
67. Yevlax (città)
68. Distretto di Zəngilan (in Nagorno Karabakh)
69. Distretto di Zaqatala
70. Distretto di Zərdab

### Repubblica Autonoma di Naxçıvan
1. Distretto di Babək
2. Distretto di Culfa
3. Distretto di Kəngərli
4. Naxçıvan (città)
5. Distretto di Ordubad
6. Distretto di Sədərək
7. Distretto di Şahbuz
8. Distretto di Şərur